# Оболадзе, Грузо Иванович
Грузо Иванович Оболадзе — советский хозяйственный, государственный и политический деятель, Герой Социалистического Труда.

## Биография
Родился в 1927 году в Грузии. Член КПСС.
С 1943 года — на хозяйственной, общественной и политической работе. В 1943—1987 гг. — рядовой колхозник, землеустроитель и техник-строитель в колхозе, проходчик тоннельного отряда на проходке ствола шахты, бригадир проходчиков тоннельного отряда № 5 управления «Тбилтоннельстрой» на строительстве метро в городе Тбилиси, директор профессионально-образовательного учреждения в Тбилиси.
Указом Президиума Верховного Совета СССР от 2 апреля 1966 года удостоен звания Героя Социалистического Труда за «достигнутые успехи в развитии сельского хозяйства, промышленности и науки Грузинской ССР» с вручением ордена Ленина и золотой медали «Серп и Молот» (№ 10862).
Этим же указом званием Героя Социалистического Труда был награждён бригадир проходчиков управления «Тбилтоннельстрой» Кузьма Васильевич Любавский.
Избирался депутатом Верховного Совета СССР 8-го созыва.
Делегат XXIII и XXIV съездов КПСС.
Умер в Тбилиси после 1987 года.